# Untersteckholz
Untersteckholz is een plaats en voormalige gemeente in het Zwitserse kanton Bern, en maakt deel uit van het district Oberaargau. Op 1 januari 2010 ging Untersteckholz op in de gemeente Langenthal.
- Gemeinsame Normdatei: 4580618-4
- Historisch woordenboek van Zwitserland: 000206
- Virtual International Authority File: 237451585
- WorldCat: E39PBJjhxDQ8kRvjrBq9bRcMfq